# Calesia
Calesia là một chi bướm đêm thuộc họ Erebidae.

## Loài
- Calesia arhoda  Hampson 1910
- Calesia caputrubrum  Carcasson 1965
- Calesia cryptoleuca  Carcasson 1965
- Calesia dasypterus  (Kollar 1844)
- Calesia flabellifera  Moore 1878
- Calesia flaviceps  Hampson 1926
- Calesia fuscicorpus  Hampson 1891
- Calesia gastropachoides  Guenee 1852
- Calesia haemorrhoa  Guenee 1852
- Calesia hirtisquama  Hampson 1926
- Calesia karschi  (Bartel 1903)
- Calesia marginata  (Walker 1869)
- Calesia nigriannulata  Hampson 1926
- Calesia nigriventris  Aurivillius 1909
- Calesia othello  (Fawcett 1916)
- Calesia pellio  Felder & Rogenhofer 1874
- Calesia phaiosoma  (Hampson 1891)
- Calesia proxantha  Hampson 1895
- Calesia rhodotela  Hampson 1926
- Calesia roseiceps  Hampson 1894
- Calesia rufipalpis  (Walker 1858)
- Calesia simplex  Snellen 1880
- Calesia stillifera  Felder & Rogenhofer 1874
- Calesia thermantis  Hampson 1926
- Calesia vinolia  Swinhoe 1903
- Calesia xanthognatha  Hampson 1926
- Calesia zambesita  Walker 1865